# Accidente del Convair 240 de Aviateca en 1977
El accidente del avión Convair 240 de Aviateca de 1977 fue un vuelo programado de pasajeros de Aviateca que se estrelló cerca de la Ciudad de Guatemala, Guatemala, el 27 de abril de 1977. Las 28 personas a bordo sobrevivieron, pero el avión quedó destruido.

## Momentos finales
La aeronave, un Convair 240, despegó del Aeropuerto Internacional La Aurora (GUA/MGGT) en la Ciudad de Guatemala según lo previsto. Durante el ascenso inicial a la altitud de crucero, el motor número uno sufrió una falla debido a la pérdida de aceite. La tripulación no pudo hacer girar la hélice y se vio obligada a intentar un aterrizaje de emergencia en un terreno accidentado. El avión fue destruido en el intento, pero ninguno de los 22 pasajeros y seis tripulantes a bordo murió.

## Investigación
El gobierno de Guatemala inició una investigación completa. Descubrió que el avión había sido sometido a mantenimiento poco antes del vuelo. Para realizar el mantenimiento fue necesario desconectar una manguera de aceite de alta presión de los cilindros del motor. La manguera no se volvió a conectar correctamente, lo que dejó sin aceite al motor.